# Karl von Maltzahn
Le baron Karl Hans Friedrich von Maltzahn, né le 17 novembre 1797 à Ivenack et mort le 21 octobre 1868 à Pinnow, est un aristocrate allemand qui fut écuyer prussien et conseiller régional du district de Demmin. C'était un pionnier du sport hippique au Mecklembourg et en Poméranie et un expert reconnu de la reproduction du cheval.

## Biographie
Karl von Maltzahn est le quatrième fils du baron Albrecht Joachim von Maltzahn, comte de Plessen et naît au château d'Ivenack (de) du second mariage de son père avec Amélie von Schwerin (de) (1769-1831). Il est éduqué à demeure par des précepteurs, avec son frère aîné Rudolf (de) (1794-1868), puis étudie à Halle. Il entre en décembre 1813 au régiment de la cavalerie de la garde légère en tant que hussard et prend part à la campagne contre la France en 1814. Il est décoré de la croix de fer et nommé lieutenant. Il donne sa démission en 1819, après avoir épousé en mars Karoline von Bilfinger. Le jeune ménage s'installe à Ivenack, et quelques années plus tard au manoir de Sommersdorf, construit par le baron Albrecht Joachim.
À la mort de son père en 1828, Karl von Maltzahn hérite des domaines de Sommersdorf et de Leuschentin et acquiert de son frère Rudolf le domaine de Wüstgrabow, près de Stavenhagen. Il afferme ses domaines de Leuschentin et de Wüstgrabow, afin de se consacrer entièrement à l'exploitation de son domaine de Sommersdorf et d'en faire un haras. Il se rend en Angleterre pour y étudier la situation de l'équitation, du sport hippique et de l'élevage des chevaux. Il est cofondateur des champs de courses de Doberan, de Güstrow et de Neubrandenburg et remporte lui-même des épreuves en tant que cavalier.
Il remporte ainsi en 1829 le second prix à Doberan sur Allegranti et la coupe d'or en 1830 de l'union des courses de Berlin sur Ivanhoe. Il est vainqueur en 1831 du concours d'obstacles de Basedow et atteint la deuxième place à Güstrow et à Doberan. Karl et Rudolf von Maltzahn sont nommés membre d'honneur du comité des courses du Mecklembourg en 1833.
Le baron von Maltzahn est également nommé conseiller régional du district de Demmin en 1831. Il se rend à cheval à l'assemblée poméranienne de Demmin de son domaine de Sommersdorf qui se trouve au Mecklembourg. Il fonde aussi en Poméranie la société des courses et de dressage d'Anklam et devient cofondateur en 1834 de l'union des courses de Stralsund, où il prend part avec succès à maintes épreuves.
Il repart ensuite avec son frère pour l'Angleterre, l'Écosse et l'Irlande, avec la mission d'acheter des étalons et des poulinières pour l'union des courses de Poméranie, ainsi que pour les princes Albert et Frédéric-Guillaume de Prusse et le prince de Wurtemberg. Plus tard, il devient directeur du Jockey-Club d'Allemagne du Nord et membre du directoire de l'union équestre d'élevage et de dressage de Berlin.

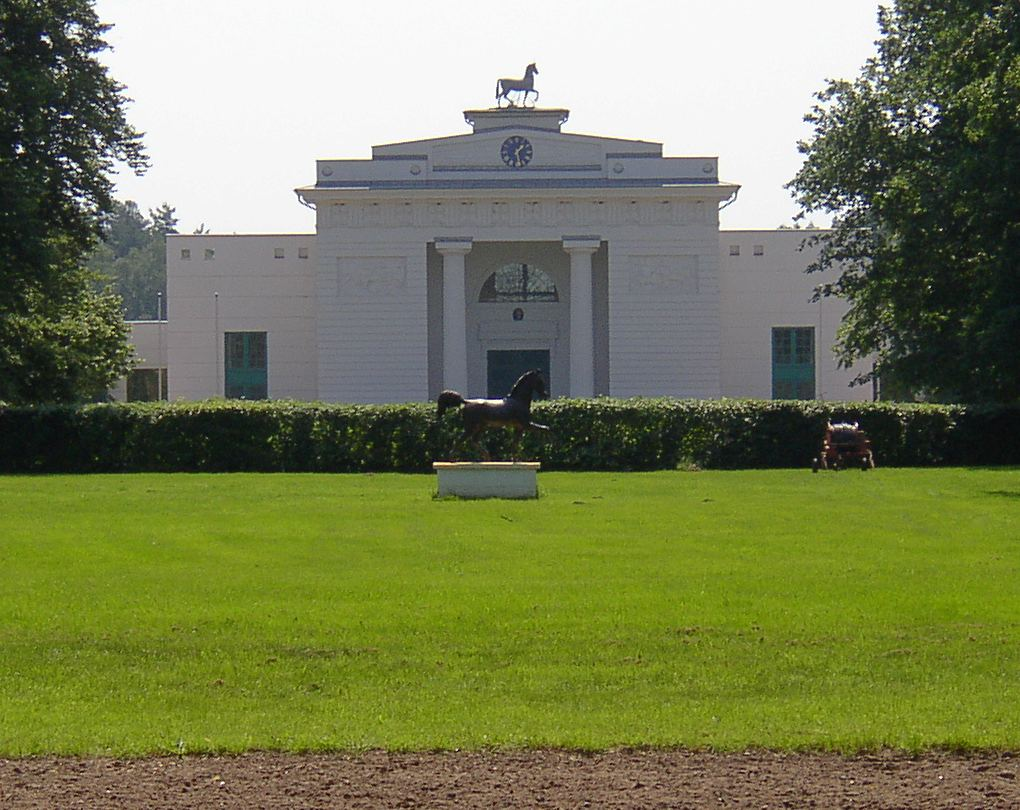
Vue du haras de Redefin

Le baron von Maltzahn s'éprend en 1842 d'Augusta von Dewitz et se sépare de sa femme qui finit par lui accorder le divorce et qui s'installe avec leurs enfants à Dresde. Le baron demeure encore quelques années à Sommersdorf, puis afferme son domaine, vend son haras, se défait de son élevage bovin et de son élevage de mérinos. Il voyage de nouveau en Angleterre, et aussi en Autriche, en Hongrie, en Italie, en France et aux États-Unis pour y étudier et visiter les haras. Le grand-duc Frédéric-François II le nomme directeur du haras de Redefin en 1849.
Il reprend contact en 1851 avec son épouse et se marie une seconde fois avec elle. Il devient directeur général technique des haras royaux de Prusse et grand écuyer chargé de la reproducion des chevaux pour toute l'Allemagne. Son épouse finit malheureusement par se suicider en 1855 en s'ouvrant les veines dans le jardin de Vollrathsruhe, laissant une lettre avec un seul mot: « irréparablement ». Theodor Fontane s'est inspiré de cette histoire pour son roman Unwiederbringlich (1892) dont le titre reprend le mot de la baronne.
Le baron meurt d'une attaque cardiaque peu de temps après la mort de son frère, à l'automne 1868. Il est enterré sous la tour, à l'intérieur de l'église (de) de Kirch Grubenhagen.

## Bibliographie

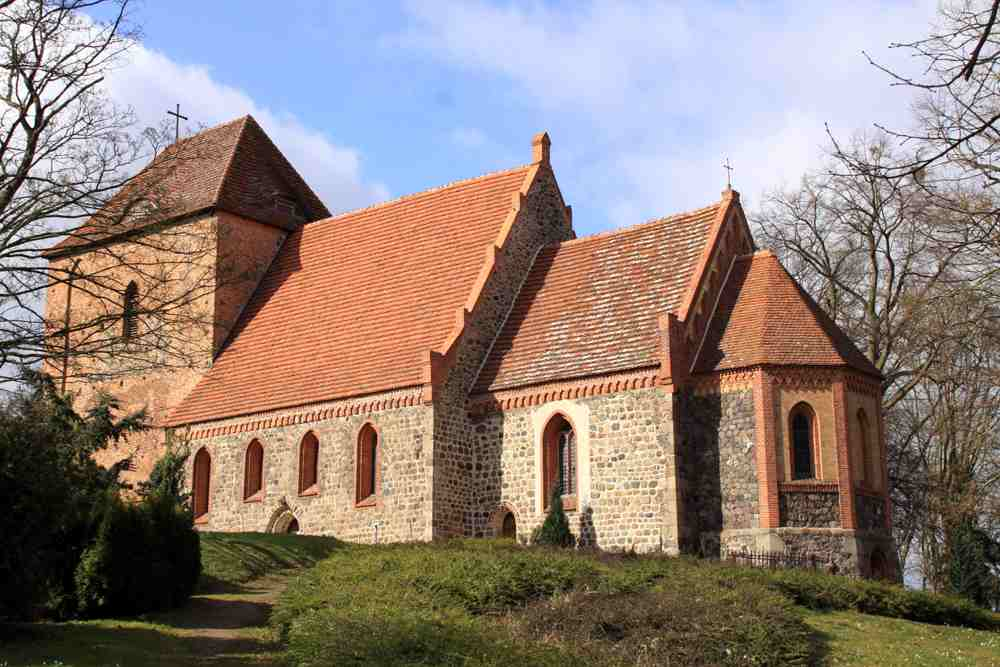
Vue de l'église de Kirch Grubenhagen